# Stulneve, Cernihivka
Stulneve (în ucraineană Стульневе, în germană Klippenfeld) este localitatea de reședință a comunei Stulneve din raionul Cernihivka, regiunea Zaporijjea, Ucraina. Satul a fost locuit de germanii pontici.   

## Demografie
Componența lingvistică a localității Stulneve
     Ucraineană (97,03%)
     Rusă (2,67%)
     Alte limbi (0,3%)
Conform recensământului din 2001, majoritatea populației localității Stulneve era vorbitoare de ucraineană (97,03%), existând în minoritate și vorbitori de rusă (2,67%).